# ورانیشته
ورانیشته (به صربی: Vranište) یک منطقهٔ مسکونی در صربستان است که در پیروت واقع شده‌است. ورانیشته ۱۶۵ نفر جمعیت دارد.